# John Bardeen
John Bardeen (Madison, Wisconsin, 1908. május 23. – Boston, Massachusetts, 1991. január 30.) amerikai fizikus. Az egyetlen ember, aki kétszer kapta meg a fizikai Nobel-díjat: 1956-ban a tranzisztor feltalálásáért William Bradford Shockle-lal és Walter Brattainnel együtt, és 1972-ben Leon Neil Cooperrel és John Robert Schriefferrel együtt a konvencionális szupravezetés elméletért, amit ma BCS-elméletnek hívnak.

## Gyermekkora és iskolái
John Bardeen Madisonban Wisconsin államban született, Charles és Althea Bardeen gyermekeként. Charles az anatómia professzora volt a Wisconsin–Madison Egyetemen, segített annak orvosi iskoláját létrehozni. Althea a házasságuk előtt a Dewey Laboratory Schoolban oktatott és egy lakberendező vállalkozást vezetett; az esküvőjük után aktív résztvevője volt a művészi világnak.
Bardeen matematikai adottságai korán kibontakoztak. Hetedik osztályos matematika tanára bátorította komolyabb feladatok elvégzésére; évekkel később Bardeen az ő javára írta érdeklődését a matematika iránt.
Bardeen tizenöt évesen érettségizett, annak ellenére, hogy már évekkel azelőtt megtehette volna. Ugyanis másik középiskolában is kurzusokat hallgatott, s még részben édesanyja halála is késleltette. 1923-ban visszatért a Wisconsin–Madison Egyetemre. Az egyetem alatt csatlakozott a Zeta Psi közösséghez. A tagdíjat biliárdozással teremtette elő. Bardeen a Bachelor és Mester fokozatot villamosmérnökként a Wisconsini Egyetemen szerezte meg 1928-ban. Az összes elvégzett kurzusa fizikai és matematikai volt, amelyek érdekelték, ennek ellenére öt évet tanult, egy évvel többet, mint általában; így Mester-fokozatot is tudott szerezni Leo J. Peters irányítása alatt. Matematikai tanácsadói Warren Weaver és Edward Van Vleck voltak. A legfőbb fizikai tanácsadója John Hasbrouck van Vleck volt, de nagyon befolyásolták olyan vendégelőadók, mint például Paul Dirac, Werner Heisenberg és Arnold Sommerfeld.
Bardeen Wisconsinban maradt még egy darabig, hogy elmélyítse tudását, majd elment dolgozni három évre a pittsburghi székhelyű Gulf Oil Company egyik intézetébe, a Gulf Research Laboratories-ba. Miután a munkája nem nyerte meg az érdeklődését, jelentkezett és felvették a Princetoni Egyetem MSc-fokozatot adó matematikai kurzusára. Bardeen fizikát és matematikát is tanult, a matematikai fizikai diplomamunkáját a szilárdtestfizika témaköréből írta a Nobel-díjas Wigner Jenő felügyelete alatt. A PhD fokozatát Princeton-ban szerezte 1936-ban. Édesapja 1935-ös halála miatt Bardeen nem tudta befejezni a diplomamunkáját, ezért a Harvard Egyetemen nyert ösztöndíjának első féléve alatt fejezte be.
Még Princetoni tartózkodása alatt meglátogatta Pittsburgh-i régi barátait, ekkor ismerte meg Jane Maxwellt, akit feleségül szeretett volna venni, mielőtt elhagyta volna Princetont.

## Pályafutása

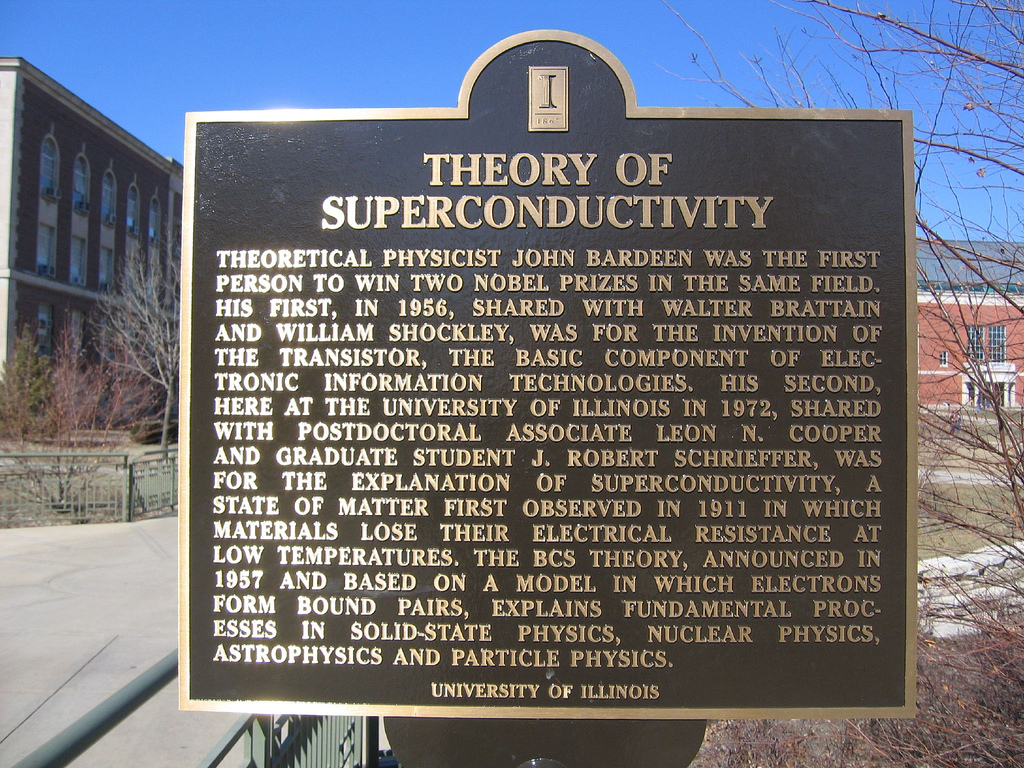
Emléktábla Bardeen és a szupravezetés elméletének, Illinois-i Egyetem Urbana Champaign kampuszánál

1938 őszén Bardeen tanársegéd lett a Minnesotai Egyetemen. 1941-ben az Egyesült Államok belépett a háborúba, Bardeent kollégái meggyőzték hogy menjen szabadságra, és dolgozzon a Naval Ordnance Laboratory-nak (NOL). Négy évet szeretett volna ottmaradni. 1943-ban hívták, hogy csatlakozzon a Manhattan tervhez, de visszautasította, mert nem akart elszakadni a családjától. "Meritorious Civilian Service" díjat kapott a NOL-ban végzett munkájáért.
A második világháború után, Bardeen vissza akart térni az egyetemi kutatásba, de a Minnesotai Egyetemen nem ismerték fel a szilárdtestfizika fiatal területének fontosságát. Csak egy kis fizetésemelést ajánlottak neki. Bardeen szakértelme a szilárdtestfizikában felkeltette a Bell Laboratories érdeklődését, mely éppen akkor indította a szilárdtestfizikai részlegét. Bardeen – visszaemlékezve a támogatottság hiányára az egyetemen, mikor a kutatásait folytatta – 1945-ben elhatározta, hogy elfogadja a Bell Labs ajánlatát.

### Bell Laboratóriumok
1945 októberében kezdett dolgozni a Bell Labs-nek. Elköltözött a családjával Summitbe, New Jersey államba, ahonnan egy rövid buszozással elérhető a Murray Hill kutatási terület. Újra felvette a kapcsolatot Walter Brattainnal, akit előzőleg a testvére révén ismert meg. Brattain testvére, Bob is Princetonban volt diák.
1947. december 22-én Bardeen, Brattain és William Shockley (aki akkoriban Bardeen menedzsere volt) feltalálták a tranzisztort, ennek elismeréseképpen kapták meg 1956-ban mindhárman a fizikai Nobel-díjat.

### Visszatérés az egyetemi kutatásba
Bardeen 1951-ben csatlakozott a Illinoisi Egyetem mérnöki karához, ahol a villamosságtan és a fizika professzora lett. Bardeen első doktorandusza Nick Holonyak volt (1954), az első látható lézer és a világító dióda (LED) későbbi feltalálója (1962-ben).
Bardeen együtt dolgozott Leon Cooperrel és Robert Schriefferrel a szupravezetés elmélete alapelveinek megalkotásán, amit nevük kezdőbetűi alapján BCS-elméletnek hívnak. Ezért a munkáért 1972-ben másodszor is fizikai Nobel-díjat kapott.
Bardeen 1971-ben IEEE tiszteletmedált kapott „a mélyreható közreműködéséért a testek vezetőképességének megértésében, a tranzisztor felfedezéséért és a mikroszkópikus szupravezetés elméletéért”.
Bardeen nagyon szerény személyiség volt. Noha 40 évig az Illinois-i Egyetem (Urbana-Champaign) professzoraként dolgozott, a diákok és a szomszédok leginkább arra emlékeztek, hogy milyen csodálatosan főz; többen közülük nem is tudtak egyetemi eredményeiről. Tiszteletére a mérnöki negyedet az Illinois-i Egyetemen Bardeen-negyednek nevezték el. A Magyar Tudományos Akadémia 1986-ban tiszteleti tagjává választotta.

### Xerox
Bardeen a Xerox Corporationnak is fontos tanácsadója volt. Bár nyugodt természetű volt, határozott lépéseket tett, hogy meggyőzze a Xerox vezetőit, hogy a cég kaliforniai kutatóközpontját, a Xerox PARC-ot megtartsák.

### Bardeen halála
Bardeen szívelégtelenségben halt meg a Massachusetts állambeli Boston egyik kórházában 1991. január 30-án.

## Fordítás
- Ez a szócikk részben vagy egészben  a   John Bardeen című angol Wikipédia-szócikk fordításán alapul.  Az eredeti cikk szerkesztőit annak laptörténete sorolja fel. Ez a jelzés csupán a megfogalmazás eredetét és a szerzői jogokat jelzi, nem szolgál a cikkben szereplő információk forrásmegjelöléseként.